# Virum (plaats)
Virum is een dorp in de gemeente Lyngby-Taarbæk in Denemarken. De plaats ligt zo'n 18 km ten noorden van Kopenhagen, op het eiland Seeland aan het meer Furesø.

## Geschiedenis
Virum betekent "open plek die gemakkelijk te verdedigen is" en is afgeleid van "Vigirum". Deze plaats werd al in 1186 genoemd in een brief van de Paus.
Virum met ongeveer 14.170 inwoners wordt begrensd door de Furesø en de Kongevej. Sinds 1928 heeft Virum een spoorwegstation waar de S-trein van de spoorlijn Kopenhagen - Hillerød stopt. 
In deze plaats bevindt zich het Frederiksdal-slot uit 1744.  

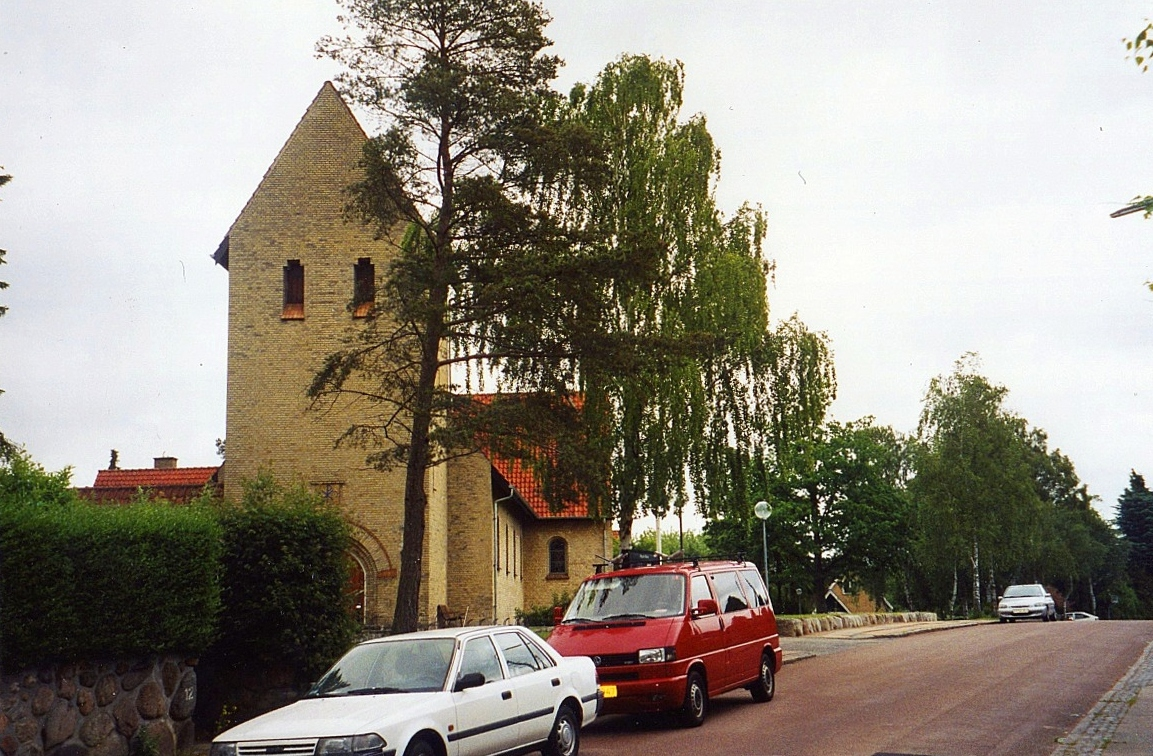
Kerk in Virum in de gemeente Lyngby-Taarbæk, Denemarken
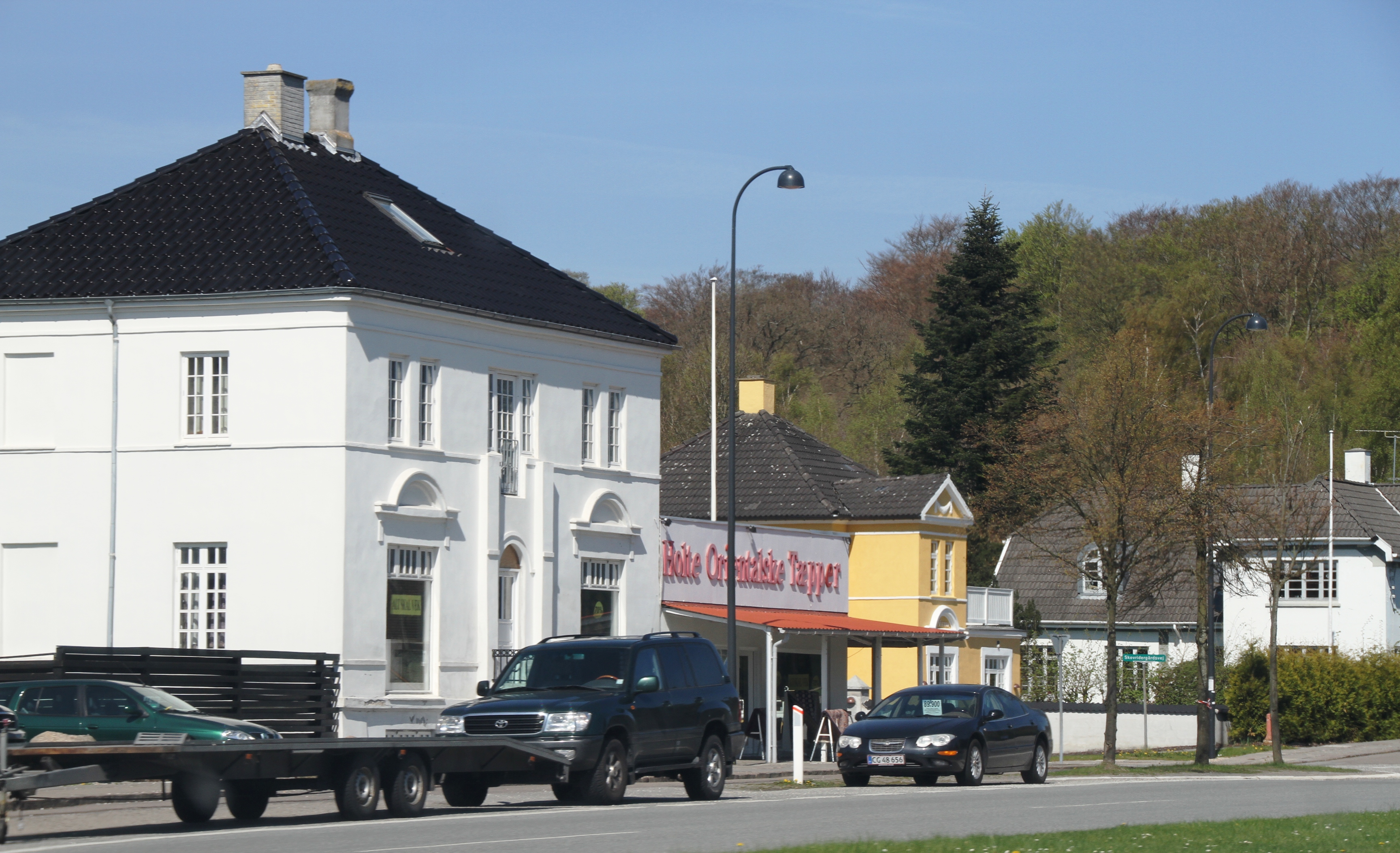
Virum dorp in de gemeente Lyngby-Taarbæk, Denemarken
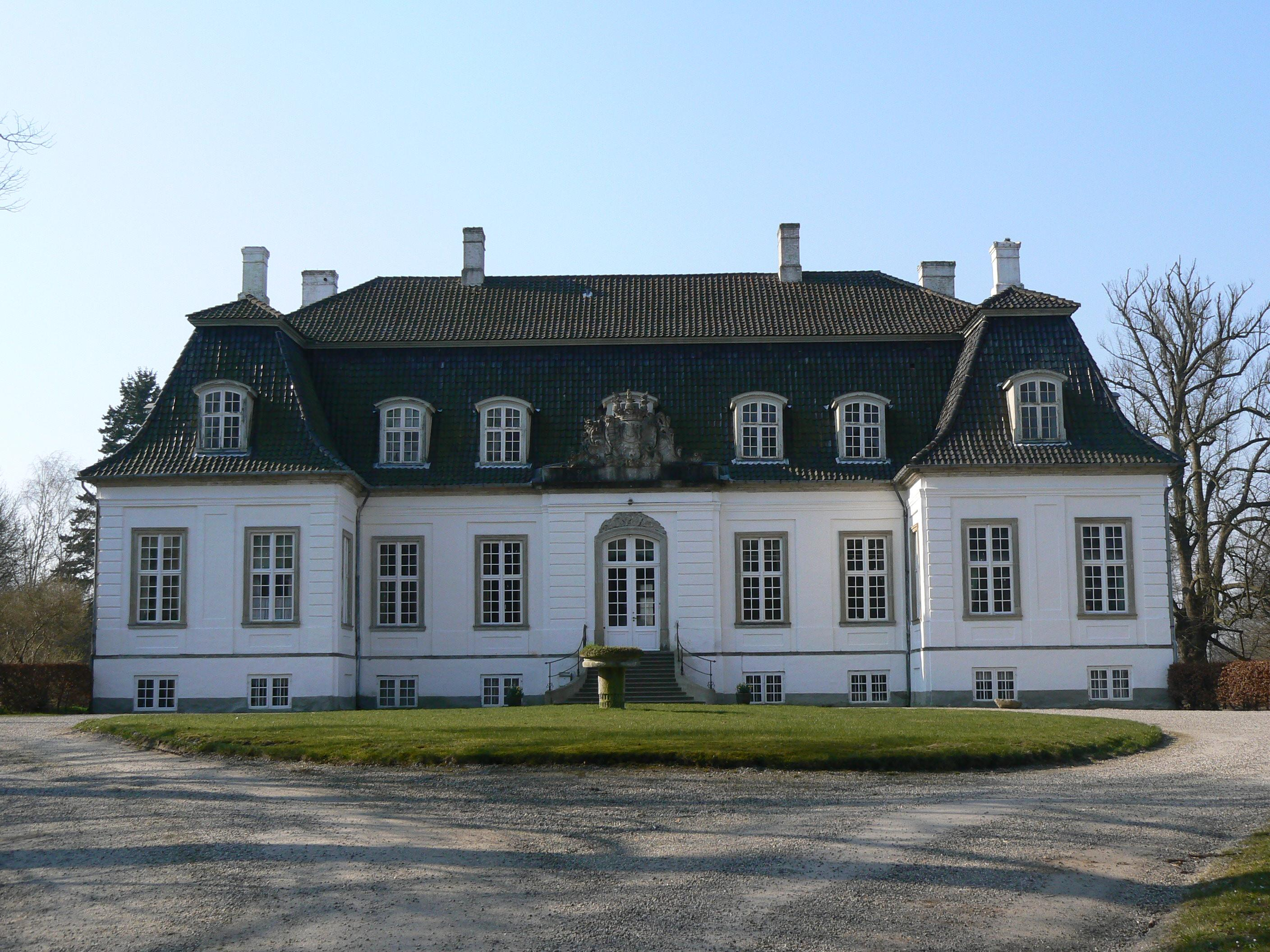
Slot Frederiksdal aan de Hummeltoftevej 187 in Virum, Denemarken